# Spinatimonomma
Spinatimonomma is een geslacht van kevers uit de familie somberkevers (Zopheridae).

## Soorten
Deze lijst is mogelijk niet compleet.
| - S. birmanense - S. brittoni - S. chapini - S. doriae - S. drescheri - S. gracilifulvum | - S. hayeki - S. javanum - S. longispinum - S. nideki - S. novaguinense - S. obenbergeri | - S. pseudodoriae - S. scheini - S. similifulvum - S. stevensi - S. tenasserimum - S. trisulcatum |